# 魔屋 (2009年电影)
《魔屋》（英語：The Last House on the Left）是一部2009年美国恐怖驚悚片，由丹尼斯·伊利亚迪执导，卡爾·埃爾斯沃斯和亚当·阿莱卡编剧。本片重製自1972年同名电影，由托尼·戈德溫、莫妮卡·波特、加瑞特·迪拉胡特、斯潘塞·特里特·克拉克、玛尔塔·麦萨克和萨拉·帕克斯顿主演。讲述以柯魯克（迪拉胡特饰）为首的一群人到瑪莉·科林伍德（莎拉·派斯頓飾演）的父母（戈德溫和波特饰）家避雨并遭到他们报复的故事。
2006年惡棍電影公司获得本片版权。此重拍片是衛斯·克萊文的新制片厂午夜电影公司（Midnight Pictures）的第一部电影。克萊文编剧并执导了1972年的原版电影，他很想看看大预算电影什么样，因为1972年有限的资金让他一些想拍的镜头没拍成。阿莱卡的原始剧本有一些超自然元素，因此遭到拒绝，埃爾斯沃斯被请来重写。导演伊利亚迪不希望这部电影被拍成酷刑色情片，即后来因《奪魂鋸》系列而流行起来的一种恐怖片子类型。对于克拉文和伊利亚迪来说，《魔屋》的主旨是，一旦被逼到极点，即使是最平凡的家庭也会去做坏事。
这部电影于2009年3月13日上映，评论家褒贬不一。从A到F来评，观众将电影评为B级。本片最终全球票房达45,286,228美元。

## 劇情
瑪莉和她的父母來到他們位置偏僻的湖畔別墅當晚，她就開車和她的好友佩姬會合，不料卻被越獄的變態殺手柯魯克以及他的共犯：他的變態女友莎迪、他的虐待狂弟弟法蘭西以及他無能為力的兒子賈斯汀。瑪莉在受到侵犯及傷害，被這群壞人拋棄在荒野等死之後，唯一生存的希望就是設法回到她的父母約翰及艾瑪身邊。不幸的是，那群傷害她的壞人無意間來到她父母的別墅借住一晚，而當瑪莉的父母得知他們就是傷害他們寶貝女兒的壞蛋，就決定進行報復行動讓他們後悔來到左邊最後那棟房子。

## 演员
- 莎拉·派斯頓 饰 瑪莉·科林伍德
- 托尼·戈德温 饰 约翰·科林伍德
- 莫妮卡·波特 饰 艾玛·科林伍德
- 葛瑞特·迪拉杭特 饰 柯魯克
- 亞倫·保羅 饰 法蘭西
- 史班瑟·崔特·克拉克 饰 賈斯汀
- 里基·林多梅 饰 莎迪
- 瑪莎·麥肯塞克 饰 佩姬
- 麦可·波温 饰 莫顿

## 外部連結
- 官方网站
- 互联网电影数据库（IMDb）上《魔屋》的资料（英文）
- TCM电影资料库上《魔屋》的资料（英文）
- AllMovie上《魔屋》的资料（英文）
- Box Office Mojo上《魔屋》的資料（英文）
- 爛番茄上《魔屋》的資料（英文）
- Metacritic上《魔屋》的資料（英文）